# Chloris pycnothrix
Chloris pycnothrix är en gräsart som beskrevs av Carl Bernhard von Trinius. Chloris pycnothrix ingår i släktet kvastgrässläktet, och familjen gräs. Inga underarter finns listade i Catalogue of Life.